# M. Hobbs prend des vacances
Pour plus de détails, voir Fiche technique et Distribution.
M. Hobbs prend des vacances (titre original : Mr. Hobbs Takes a Vacation) est un film américain réalisé par Henry Koster en 1962.

## Synopsis
Robert Hobbs est un employé surmené qui rêve de prendre des vacances en amoureux avec sa femme Peggy. Mais celle-ci le convainc de partir en famille à la plage. À la suite de divers concours de circonstances, ces vacances ne vont pas être de tout repos.

## Fiche technique
- Titre : M. Hobbs prend des vacances
- Titre original : Mr. Hobbs Takes a Vacation
- Réalisation : Henry Koster, assisté de William Witney
- Scénario : Nunnally Johnson, d'après un roman de Edward Streeter
- Production : Marvin A. Gluck et Jerry Wald (producteur excécutif)
- Société de production : 20th Century Fox
- Musique : Henry Mancini
- Photographie : William C. Mellor
- Montage : Marjorie Fowler
- Direction artistique : Malcolm Brown, Jack Martin Smith
- Costumes : Donfeld
- Pays d'origine : États-Unis
- Format : Couleur - Son : Mono (Westrex Recording System)
- Genre : Comédie dramatique
- Durée : 112 minutes
- Date de sortie: 15 juin 1962 (USA)
- Affiche : Boris Grinsson (France)

## Distribution
- James Stewart  (V.F : Roger Tréville) : Roger Hobbs
- Maureen O'Hara  (V.F : Nadine Alari) : Peggy Hobbs
- Fabian (V.F : Michel Cogoni) : Joe
- John Saxon (vf : Michel Roux) : Byron
- Marie Wilson : Mme Emily Turner
- Reginald Gardiner  (V.F : Jean-Henri Chambois) : Reggie McHugh
- Lauri Peters  (V.F : Michèle Bardollet) : Katey Hobbs
- Valerie Varda : Marika
- Lili Gentle  (V.F : Joelle Janin) : Janie
- John McGiver (vf : Henri Virlogeux) : M. Martin Turner
- Natalie Trundy  (V.F : Arlette Thomas) : Susan
- Josh Peine : Stan
- Minerva Urecal : Brenda
- Michael Burns : Danny Hobbs
- Richard Collier : M. Kagle